# Дорога правди (фільм)
«Дорога правди» (рос. «Дорога правды») — радянська оптимістична драма, знята на кіностудії «Ленфільм» режисером Яном Фрідом 1956 році. Перша роль у кіно Леоніда Д'ячкова.

## Сюжет
Історія пересічної московської трудівниці, яка завдяки своїй принциповості, розуму і справедливості завоювала загальну довіру і стала народним суддею.

## У ролях
- Тамара Макарова — Соболєва
- Олександр Борисов — Шмельов
- Олег Жаков — Павлов
- Ніна Зорська
- Віра Пашенна — Ремізова
- Костянтин Скоробогатов — майстер Бубнов
- Алла Ларіонова — Женя
- Костянтин Адашевський — Рибаков
- Віра Кузнєцова — мати Соболєвої
- Людмила Гурченко — Люся, плановик
- Леонід Дьячков — Кисельов
- Андрій Кострічкин — батько Світлани
- Ігор Боголюбов — Поваров
- Олександра Денисова — Алексєєва
- Ніна Дробишева — Катя
- Володимир Костін — Вадим Шмельов
- Євген Моргунов — Януків
- Михайло Іванов — потерпілий
- Герман Хованов — прокурор
- Зінаїда Шарко

## Знімальна група
- Автор сценарію: Сергій Герасимов
- Режисер: Ян Фрід
- Оператор: Веніамін Левітін
- Художник: Михайло Кроткін
- Композитор: Ян Френкель